# كاي (مغنية)
كاي هي مغنية كندية، ولدت في 17 مارس 1990 في تورونتو في كندا.

## وصلات خارجية
- كاي على موقع ميوزك برينز (الإنجليزية)
- كاي على موقع ميوزك برينز (الإنجليزية)
- كاي على موقع أول ميوزيك (الإنجليزية)
- كاي على موقع ديسكوغز (الإنجليزية)
- كاي على موقع ديسكوغز (الإنجليزية)